# Бутырка
«Буты́рка» — російський музичний гурт, виконує пісні в жанрі російського шансону. Вважається одним із найпопулярніших колективів, що працюють у такому напрямку. Веде активну концертну діяльність як у Росії, так і за її межами.[ким?]
Створено у Воронежі в 2001-му продюсером багатьох виконавців і проектів у цьому жанрі Олександром Абрамовим. Відома такими піснями, як «Запахло весной», «Подружка с центра», «Запах воска», «Шарик», «Не трогай осень», «Икона», «Отсиджу за чужие грехи», «За ростовскую братву», «Тает снег», «Аттестат» і решта.

## Дискографія CD
- 2002 — Первый Альбом (Перший Альбом)
- 2002 — Второй Альбом (Другий Альбом)
- 2004 — Весточка (Звісточка)
- 2005 — Икона (Ікона)
- 2007 — Пятый Альбом (П'ятий Альбом)
- 2009 — Шестой Альбом (Шостий Альбом)
- 2009 — По Ту Сторону Забора (Remix) (По той бік паркану (Remix))
- 2010 — Хулиган (10 лет группе) (Хуліган (10 років групі))
- 2010 — Улица Свободы (Вулиця Свободи)

## Поточний склад гурту
- Володимир Ждаміров — вокал, автор музики
- Олег Симонов — клавішні, автор текстів
- Гладин Константин — бас-гітара
- Андрій Журавльов — гітара
- Юрій Акімов — ударні
- Сергій Москаленко — звукорежисер
- Юлія Грибоєдова — артдиректор